# Cábalas y cicatrices
Cábalas y cicatrices es el segundo álbum en vivo de Javier Krahe, editado originalmente en 2002. Está grabado en directo en el Café Central de Madrid, los días 28, 29 y 30 de diciembre de 2001. A pesar de ser una grabación en vivo, todos los temas son nuevos. También incluye pistas con presentaciones, comentarios y explicaciones sobre cada una de las canciones del disco.
La música y la letra de todas las canciones es de Javier Krahe.

## Listado de temas
1. "Zozobras completas"
2. "Mi Polinesia"
3. "Orfidal'"
4. "Vecindario"
5. "Como Ulises"
6. "Camino de nada"
7. "Ron de caña"
8. "Por penúltima vez"
9. "Asco de siglo"
10. "Piero della Francesca"
11. "Abajo el alzheimer"

## Músicos
- Javier Krahe - voz
- Javier López de Guereña - guitarras
- Andreas Prittwitz - clarinete y flautas
- Fernando Anguita - contrabajo
- Jimmy Ríos - percusión